# محمود قابادو
محمود بن محمد قابادو (1230هـ=1815م - 3 رجب 1288هـ= 7 سبتمبر 1871م) مصلح تونسي. كان كاتبًا وباحثًا في الدراسات القرآنية، وعالمًا إسلاميًا، ومدرسًا من الطبقة الأولى في مدرسة جامع الزيتونة. عمل الشيخ محمود قابادو قاضيًا ثم مفتيًا في تونس.
ولد محمود بن محمد قابادو في تونس سنة ونشأ في أسرة أندلسية الأصل لجأت إلى تونس في بداية العهد العثماني في أوائل القرن السابع عشر الميلادي، ثم نزح والده إلى العاصمة تونس حيث كان يعمل في صناعة الأسلحة.
تنقل لطلب العلم بين مصراتة في ليبيا وإستانبول ومكث في الأخيرة أربع سنوات عاد بعدها إلى تونس وعين مدرسا بمدرسة باردو الحربية (المكتب الحربي). كان يحبب تلاميذه للترجمة من الفرنسية.
انتقل قابادو إلى جامع الزيتونة حيث عين مدرسا من الطبقة الأولى، عين قاضيا لباردو عام 1277 هـ ثم عين في منصب الإفتاء عام 1285 هـ. له ديوان شعر.

## حياته ومسيرته
نشأ قابادو في أسرة أندلسية الأصل لجأت إلى تونس في بداية العهد العثماني في أوائل القرن السابع عشر الميلادي.
عندما كان لا يزال شابًا، غادر محمود قابادو تونس للدراسة بمركز صوفي في طرابلس، ودرس الطريقة المدنية، وهي فرع من فروع الطريقة الشاذلية. سافر بعد ذلك إلى إسطنبول، وهناك أصبح على صلة بالقاضي البارز عارف بك، شيخ الإسلام (بالتركية: seyhul-islam)، والذي كان أيضًا من أنصار إصلاحات التنظيمات التي كانت موضع خلاف في الدولة العثمانية.
في عام 1842، أرسل الحاكم أحمد باي، والذي كان أيضًا من المصلحين، سكرتيره الخاص (ربما كان بن أبي الضياف) إلى إسطنبول من أجل عرض وظيفة في مدرسة باردو الحربية الجديدة في تونس على قابادو. قبل قابادو العرض وعاد إلى تونس ليصبح أستاذاً للدراسات العربية والإسلامية. قام بالتدريس لسنوات عديدة بصفته «أحد أبرز المعلمين» ليس فقط في باردو، ولكن أيضًا في جامع الزيتونة في تونس. في الزيتونة، صاغ محمود قابادو وآخرون التطور التعليمي على غرار الإصلاح الإسلامي. درّس قابادو لطلبته كتاب المطول، ومختصره، وكتاب القطب، وتفسير البيضاوي. وتخرجت عليه زمرة من القادة والعلماء من بينها: الجنرال حسين الذي وُلِّي وزارة المعارف والأشغال العمومية بتونس، والجنرال رستم الذي تولَّى وزارة الداخلية، ومحمد بالحاج عمر الذي ارتقى إلى إدارة المدرسة الحربية بعد دي تافارن، وجمعة القرقني أحد قواد البحر.
جعلت التغييرات الحكومية والاجتماعية التي بدأت في عهد أحمد بك من عهده عصر تحديث وإصلاح في تونس. أصبح قابادو أحد المطلعين المهمين على «الحزب» الإصلاحي بقيادة وزير البيك خير الدين. استمرت هذه الإصلاحات في ظل الحاكمين التاليين، محمد بك والصادق بك. بعد ذلك بوقت طويل، شكلت حقبة الإصلاح هذه، بما في ذلك مساهمات قابادو، منصة وخلفية تاريخية لبناء المزيد من الإصلاحات الجمهورية بعد الاستقلال.
عمل الشيخ قابادو في القضاء في باردو. بحلول عام 1868، كان قابادو مفتيًا للمذهب المالكي في تونس. وباعتباره «من أهم المصلحين الدينيين في تونس وأكثرهم احترامًا» وأثناء عمله كمفتي، ظل قابادو -والذي وصف بـ«الصوفي المتدين»- زعيمًا صوفيًا أيضًا.

## كتاباته
كان قابادو من أوائل المدافعين عن تدريس العلوم الحديثة، وكتب حوالي عام 1850 أطروحة تناقش الدور الرئيسي الذي لعبه التعلم التقني في تكوين «القوة الأوروبية الشاملة». كتب أن العلم ليس ممنوعًا على المسلمين، موضحًا موقفًا يشرع الاقتراض الخارجي في الإسلام. نُشرت أطروحته كمقدمة لنص فرنسي عن العلوم العسكرية، وتُرجم النص إلى اللغة العربية لصالح مدرسة باردو الحربية.
ابتداء من عام 1860 أصبح قابادو «عضوًا رئيسيًا» في هيئة تحرير الجريدة التونسية الجديدة والوحيدة، والجريدة الرسمية للبك «الرائد الرسمي». فيما بعد أصبح قابادو، أحد العلماء البارزين حينها، موضوع دراسة نُشرت في تونس خلال سبعينيات القرن التاسع عشر. كما كتب قابادو أبياتًا شعرية ووصف بكونه «شاعرًا رائدًا». وقيل أن شعره «يمتاز بقوة المبنى وصحة اللغة وجودة العبارة ويشهد له بسعة اطلاعه على أسرار اللغة».
عُرف ابن قبادو ببراعته في التاريخ الشعري، وبتشطيره لبعض القصائد القديمة المشهورة، كقصيدة بشر بن عوانة في مبارزة الأسد. ومن مديحه قوله في صديقه الكونت رُشيد الدحداح:

## الإصلاح السياسي
أدى عصر الإصلاح في القرن التاسع عشر في تونس تحت حكم الباي إلى نتائج متباينة. ونتج عن الجهود المبذولة فيه نشأة «وعي سياسي جديد في تونس» جسده «مجموعة من رجال الدولة والمسؤولين والكتاب الإصلاحيين».
«هذه المجموعة لها أصلان: أحدهما جامع الزيتونة، مقر التعليم الإسلامي التقليدي، حيث كان تأثير المعلم المصلح الشيخ محمد قابادو محسوسًا؛ والآخر هو المدرسة الحربية الجديدة، التي أنشأها أحمد باي، مع مدرسين [أجانب]، ونفس الشيخ (قابادو) مدرسًا للغة العربية والعلوم الدينية».
ومن بين هذه المجموعة الإصلاحية، كان السياسي الأكثر إبداعًا وتأثيرًا هو خير الدين، الذي شغل منصب الوزير الأكبر. قاد خير الدين مجموعة صغيرة من المسؤولين ذوي التفكير المماثل لتفكيره. كان خير الدين، والذي كان تلميذاً للشيخ قابادو، على دراية بالأهمية الشديدة لإصلاحات الدولة العثمانية التي كانت محل نزاع في إسطنبول آنذاك. كان محمود قابادو قد اختبر شخصيًا النتائج العملية لحركة التنظيمات في المجتمع العثماني أثناء إقامته في إسطنبول. وهكذا امتلك رابطًا شخصيًا بالتجربة السياسية العثمانية. كان الإصلاح في تونس في الأساس من عمل السياسيين، ولا سيما كما ذُكِر المملوك خير الدين (1820-1890) -والذي أصبح الصدر الأعظم (1873-1877)-. ومع ذلك، كان من المعروف أن أشخاصًا مهمين من العلماء وغيرهم من الكُتاب يؤيدون تحول المجتمع التونسي، ويقدمون مساهمات في تلك التغييرات، كما يشهد محمود قابادو وكذلك بن أبي الضياف (1802-1874) ومحمد بيرم (1840-1889).
«تعاون قابادو وخير الدين بشكل وثيق في مسألة الإصلاح شديدة الأهمية، أن يصبح لمملوك صلة فكرية وثيقة بعضو مرموق في المؤسسة الدينية شَكَّل مؤشرًا على التحولات العميقة. كان حماس خير الدين للتعليم نتاج تفاعلاته المتكررة مع قابادو وعلماء تونس الآخرين. . . .»
عندما اعتلى المحافظ محمد باي العرش عام 1855، عارض التغييرات. «بدأ نوع من الحرب الباردة بين الإصلاحيين -ومنهم قابادو وخير الدين- والمحافظين». ومع ذلك، أقنع بعض مؤيدي الإصلاح في الزيتونة الباي الجديد في وقت لاحق «بضرورة إعادة تنظيم البلاد».
قاد خير الدين «الحركة الدستورية» التي ضمت شخصيات بارزة مثل قابادو، وبيرم، وبو حاجب، وأبي الضياف، من بين مجموعة صغيرة من الشخصيات الإصلاحية والمتأثرة بالغرب. حظي دستور عام 1861، وهو أول وثيقة من نوعها في العالم الإسلامي، والمجلس التشريعي والهيئات المدنية التي أُنشئت على أساسه، على دعم خير الدين ورفاقه الإصلاحيين".
قدم الشيخ قبادو (مع علماء إصلاحيين آخرين، على وجه الخصوص سالم بو حاجب ومحمد بيرم) المساعدة إلى خير الدين عندما كتب أطروحته التي ناقشت العقيدة الإسلامية للإصلاح وأيدت سعيها، بعنوان أقوام المسالك (تونس 1867). وشملت تلك المساعدة البحث والتحرير.
"وتجدر الإشارة هنا إلى أن خير الدين تأثر كثيرًا في آرائه بمحمد قابادو، المفكر التونسي العظيم في القرن التاسع عشر، والذي عمل معه في المدرسة.
وبناءً على ذلك، لعب محمود قابادو دورًا رئيسيًا في الإصلاحات و«بناء المؤسسات» التي انطلقت من خلال مساهمات مجموعة صغيرة من المسؤولين، والتي كان يقودها خير الدين. هذه الإصلاحات التي تعود إلى القرن التاسع عشر تحت حكم البايات، والتي تشكلت فيها تحالفات إستراتيجية تربط علماء الزيتونة بالسياسيين، ستوفر لاحقًا أساسًا تاريخيًا واجتماعيًا لتطورات منتصف القرن العشرين في تونس.

### بيبلوجرافيا
- Julia A. Clancy-Smith, Mediterraneans. North Africa and Europe in an Age of Migration (University of California 2011).
- Arnold H. Green, The Tunisian Ulama 1893–1915. Social structure and response to ideological currents (Leiden: E. J. Brill 1978).
- Albert Hourani, Arabic Thought in the Liberal Age 1798–1939 (Oxford University 1962, 1967).
- Ahmad ibn Abi Diyaf, Consult Them in the Matter. A nineteenth-century Islamic argument for constitutional government, translated with introduction and notes by L. Carl Brown (University of Arkansas 2005).
- Abdallah Laroui, L'Histoire du Maghreb: Un essai de synthèse (Paris: Librairie François Maspero 1970), translated as The History of the Maghrib. An interpretive essay (Princeton University 1977).
- Brieg Powel and Larbi Sadiki, Europe and Tunisia. Democratisation via association (London: Routledge 2010).
- J. Spencer Trimingham, The Sufi Orders in Islam (Oxford University 1971).
- Nicola A. Ziadeh, Origins of Nationalism in Tunisia (American University of Beirut 1962).

- عمر بن سالم، قابادو حياته، آثاره وتفكيره الإصلاحي، مركز الدراسات والبحوث الاقتصادية والاجتماعية، تونس، 1975. [دراسة تشمل حركة الإصلاح والتّجديد في تونس خلال القرن التّاسع عشر]
- عمر بن سالم، ديوان قابادو، مركز الدراسات والبحوث الاقتصادية والاجتماعية، تونس، 1984. [ تحقيق الأعمال الكاملة لقابادو في مجلّدين]
- الشيخ محمود قابادو: الرجل ومكانته في تاريخ الأدب التونسي، المجمع التونسي للعلوم والآداب والفنون، 2010.[37]
- السنوسي، زين العابدين، محمود قابادو، مطبعة العرب، 1951.[38][39]
- ازدواج الشخصية في شاعر تونس محمود قابادو، 1812-1871، 1228-1288 هـ، 1962.[40]

### القائمة
1. ↑  "محمود قابادو 1817-1871: كيف إنحدر العالِمُ إلى الحضيض؟". الرجاء الإنتقال إلى رابط الموقع الجديد. 19 يوليو 2018. مؤرشف من الأصل في 2021-09-15. اطلع عليه بتاريخ 2021-09-15.
2. ↑  محمود بن محمد (1972). ديوان محمود قابادو: الجزء الأول [الثاني]. al-Dār al-tūnisiyyaẗ li-l-našr. مؤرشف من الأصل في 2021-09-15.
3. ↑  محمود قابادو التونسي (أبو الثناء)، 1229-1288هـ (1972). ديوان محمود قابادو. تونس: الدار التونسية للنشر. مؤرشف من الأصل في 2021-09-15.{{استشهاد بكتاب}}:  صيانة الاستشهاد: أسماء عددية: قائمة المؤلفين (link)
4. ↑  "Al-Jazirah". www.al-jazirah.com. مؤرشف من الأصل في 2021-09-15. اطلع عليه بتاريخ 2021-09-15.
5. ↑  "أعلام تونسيون...محمود قابادو". تورس. مؤرشف من الأصل في 2021-09-15. اطلع عليه بتاريخ 2021-09-15.
6. ↑  The Madaniyya sufis stem from the tarika founded by محمد العربي الدرقاوي (1760–1823) of Fez; later the Madaniyya branch was formed in Tripoli by al-Madanī (d.1846). Trimingham (1971) at 110–113, 126.
7. ↑  "الإصلاح". alislahmag.com. مؤرشف من الأصل في 2021-09-15. اطلع عليه بتاريخ 2021-09-15.
8. ↑  "موسوعة التراجم والأعلام - محمود قابادو". www.taraajem.com. مؤرشف من الأصل في 2021-09-15. اطلع عليه بتاريخ 2021-09-15.
9. ↑  Hourani (1962) at 91: Ottoman Tanzimat in Tunisia.
10. ↑  Clancy-Smith (2011) at 322: Darqawa sufis, Ottoman jurist, Bardo academy.
11. 1 2  Green (1978) at 106.
12. ↑  "الكتاب : الأعلام للزركلي، الموسوعة الشاملة". islamport.com. مؤرشف من الأصل في 2012-09-01. اطلع عليه بتاريخ 2021-09-15.
13. 1 2 3  Clancy-Smith (2011) at 322–323.
14. ↑  Hourani (1962) at 65.
15. ↑  Laroui (1970, 1977) at 359. Others included Muhammed Bayram. Here Laroui mentions influence by the Egyptian محمد عبده.
16. ↑  "ص122 - كتاب مقاصد الشريعة الإسلامية - محمود قابادو - المكتبة الشاملة". shamela.ws. مؤرشف من الأصل في 2021-09-15. اطلع عليه بتاريخ 2021-09-15.
17. ↑  Cf., Hourani (1962) at 65–66.
18. ↑  Powel and Sadiki (2010) at 8, 26.
19. 1 2  "الموسوعة العربية | قبادو (محمود-)". arab-ency.com.sy. مؤرشف من الأصل في 2021-09-15. اطلع عليه بتاريخ 2021-09-15.
20. ↑  Green (1978) at 59, 62.
21. ↑  Qabadu's essay appeared in the Arabic translation of Jomini, Précis de l'art de la guerre (Paris 1838). Clancy-Smith (2011) at 322.
22. ↑  Cf., Green (1978) at 167: "Shaykh Mahmud Qabadu's design of reintroducing the "universal sciences" into Islamic culture."
23. ↑  Evidently the publication Ra'id Rasmi was also known as ar-rāid at-tūnisi. Ziadeh (1962) at 16–17.
24. ↑  Cf., Green (1978) at 53, 115: the official gazette al-Rāid al-tūnisi, begun in 1860/1861.
25. ↑  Clancy-Smith (2011) at 322: text at note 22 (editorial staff, quote).
26. ↑  Green (1978) at 116.
27. ↑  Clancy-Smith (2011) at 322: text at note 21 (poet).
28. ↑  E.g., cf., Laroui (1977) at 307–314.
29. ↑  Hourani (1962) at 65–66 (quotes).
30. ↑  Ahmad ibn Abi Diyaf (2005), e.g., "Translataor's Introduction" by L. Carl Brown, at 1–2.
31. ↑  Green (1978) at 117–125, 122 (Qabadu).
32. ↑  Ziadeh (1962) at 13.
33. ↑  Powel and Sadiki (2010) at 23.
34. ↑  Green (1978) at 110.
35. ↑  Ziadeh (1962) at 11.
36. ↑  Powel and Sadiki (2010) at 8–9, 23, 26–27.
37. ↑  المجمع التونسي للعلوم والآداب (2010). الشيخ محمود قابادو: الرجل ومكانته في تاريخ الأدب التونسي. المجمع التونسي للعلوم والآداب والفنون. ISBN:978-9973-49-100-8. مؤرشف من الأصل في 2022-07-04.
38. ↑  السنوسي، زين (1951). محمود قابادو. مطبعة العرب. مؤرشف من الأصل في 2022-11-25.
39. ↑  نور، مكتبة. "تحميل كتاب محمود قابادو pdf". www.noor-book.com. مؤرشف من الأصل في 2021-09-15. اطلع عليه بتاريخ 2021-09-15.
40. ↑  ازدواج الشخصية في شاعر تونس محمود قابادو، 1812-1871، 1228-1288 هـ. 1962. مؤرشف من الأصل في 2021-09-15.

- إسلام أون لاين